# Victor Martins

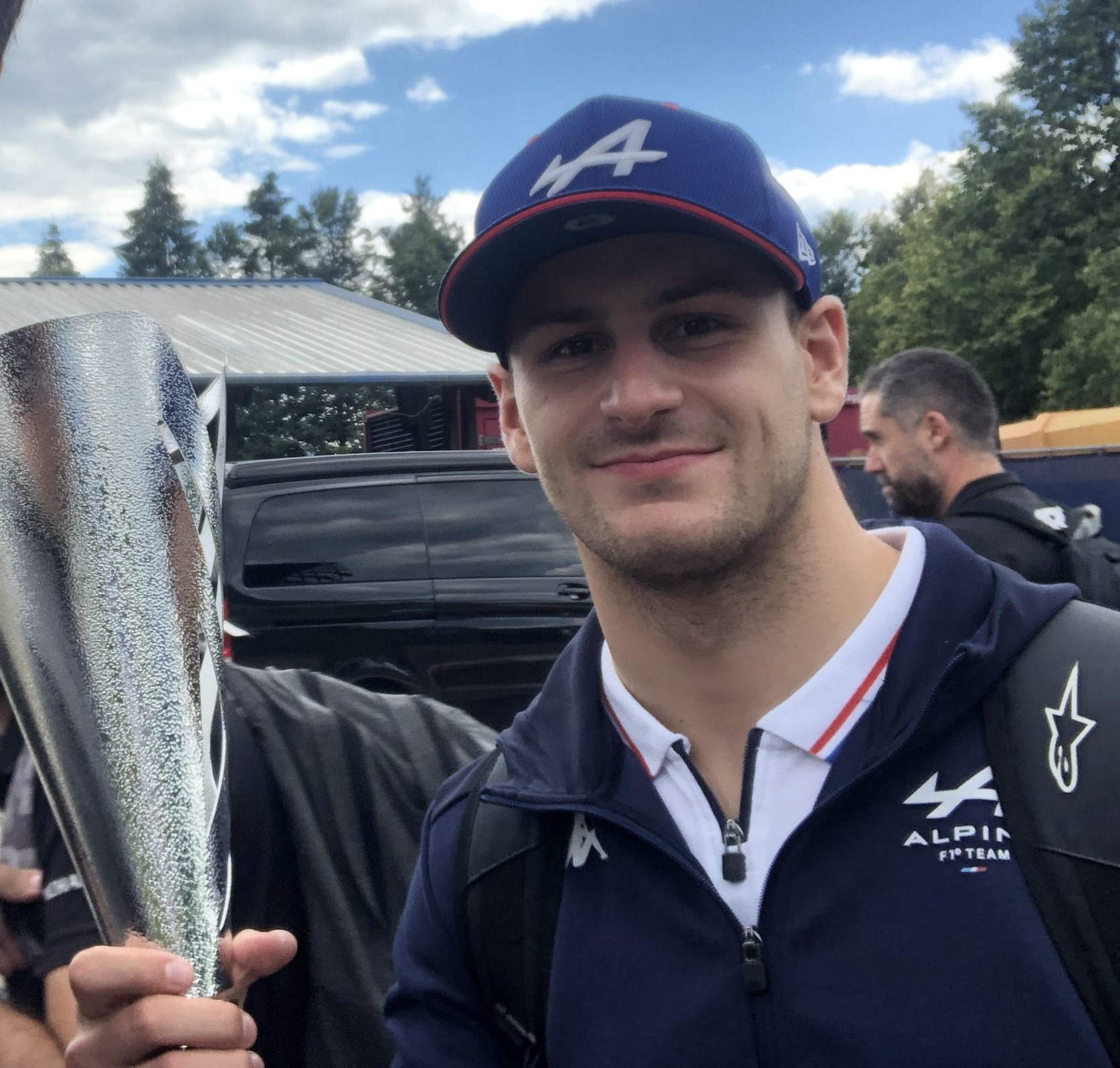
Victor Martins in Spielberg 2022

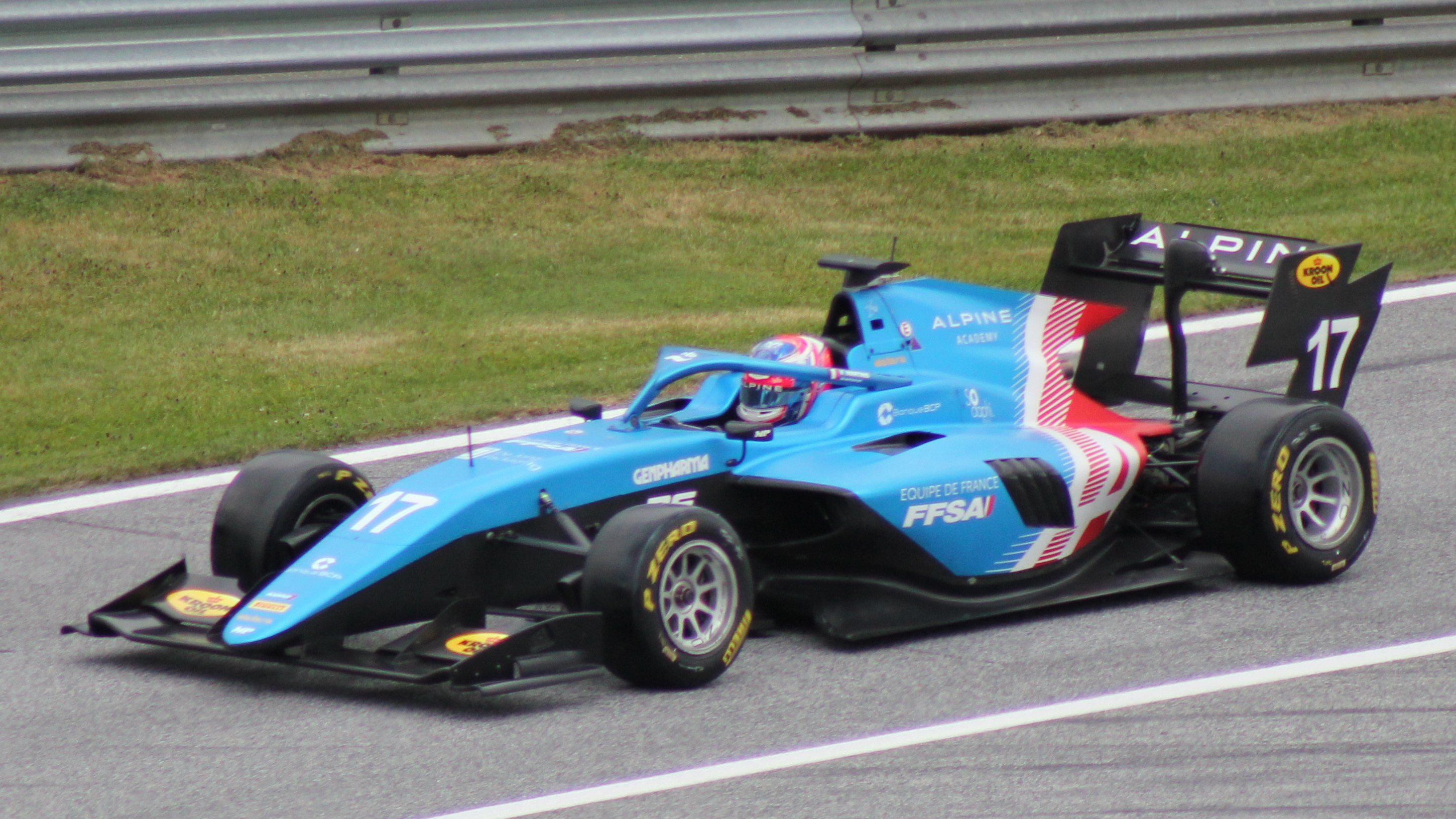
Victor Martins in Spielberg 2021

Victor Martins (* 16. Juni 2001 in Quincy-sous-Sénart) ist ein französisch-portugiesischer Automobilrennfahrer, welcher 2022 die FIA-Formel-3-Meisterschaft gewann. Er ist Teil des Williams-Nachwuchsprogramms, nachdem er zuvor ein Mitglied des Alpine-Nachwuchsprogramms war.

## Karriere

### Kartsport
Martins begann seine Motorsportkarriere 2014 im Kartsport. 2016 gewann er den WSK Final Cup und die CIK-FIA World Junior Championship in der Kategorie OK Junior.

### Formel 4
2016 debütierte er während seiner Zeit im Kartsport erstmals in der französischen Formel-4-Meisterschaft, in welcher er in vier Rennen zweimal das Podest erreichte. Im folgenden Jahr wechselte Martins endgültig in die Französische Formel-4-Meisterschaft. Mit vier Siegen in 21 Rennen erreichte er den zweiten Platz in der Gesamtwertung.

### Formel Renault Eurocup
2018 wechselte Martins in den Formel Renault Eurocup. Er fuhr für das Team R-Ace GP und konnte mit zwei Rennsiegen den fünften Platz in der Meisterschaft erzielen. Im folgenden Jahr fuhr er für das Team MP Motorsport, mit welchen er sechs Rennsiege und den zweiten Rang in der Gesamtwertung erreichen konnte. 2020 ging er in seine dritte Saison im Formel Renault Eurocup, wobei er zum Team ART Grand Prix wechselte. Mit sieben Siegen und insgesamt 14 Podestplatzierungen gewann er die Meisterschaft.

### Formel 3
2021 stieg Martins in die FIA-Formel-3-Meisterschaft mit dem Team MP Motorsport auf. In seiner Debütsaison gewann er ein Rennen und er erreichte den fünften Platz in der Gesamtwertung. 2022 wechselte er zum Team ART Grand Prix, für welches er bereits im Formel Renault Eurocup fuhr. Mit zwei Rennsiegen und 139 Punkten gewann er den Meistertitel.

### Formel 2
Am 20. Januar gab ART Grand Prix bekannt, dass Victor Martins in der Saison 2023 für den Rennstall in der FIA-Formel-2-Meisterschaft fahren wird. Mit einem Rennsieg, neun weiteren Podestplätzen und 150 Punkten belegte er am Ende der Saison den fünften Platz in der Meisterschaft. 2024 fuhr er erneut in der Formel 2 für ART Grand Prix. In diesem Jahr gewann er ein Rennen. Weiterhin erzielte er zusätzlich vier Podestplatzierungen. Mit 107 Punkten beendete er die Saison auf dem 7. Platz in der Fahrerwertung. In der Saison 2025 fährt er erneut für ART Grand Prix.

## Statistik

### Karrierestationen
| Saison | Serie                               | Team           | Rennen | Siege | Poles | Podien | Punkte | Position |
| ------ | ----------------------------------- | -------------- | ------ | ----- | ----- | ------ | ------ | -------- |
| 2017   | Französische Formel-4-Meisterschaft |                | 21     | 4     | 5     | 11     | 299    | 2.       |
| 2018   | Formel Renault Eurocup              | R-Ace GP       | 20     | 2     | 2     | 6      | 186    | 5.       |
| 2019   | Formel Renault Eurocup              | MP Motorsport  | 19     | 6     | 9     | 14     | 312,5  | 2.       |
| 2020   | Formel Renault Eurocup              | ART Grand Prix | 19     | 7     | 5     | 14     | 348    | 1.       |
| 2021   | FIA-Formel-3-Meisterschaft          | MP Motorsport  | 20     | 1     | 0     | 6      | 131    | 5.       |
| 2022   | FIA-Formel-3-Meisterschaft          | ART Grand Prix | 18     | 2     | 0     | 6      | 139    | 1.       |
| 2023   | FIA-Formel-2-Meisterschaft          | ART Grand Prix | 26     | 2     | 2     | 10     | 150    | 5.       |
| 2024   | FIA-Formel-2-Meisterschaft          | ART Grand Prix | 27     | 1     | 1     | 5      | 107    | 7.       |